# Liu Feng
Liu Feng (chinesisch 劉封; † 220), Geburtsname Kou Feng (寇封) war ein Adoptivsohn des chinesischen Warlords Liu Bei. Zur Zeit der späten Han-Dynastie diente er in der Armee seines Vaters als General. Liu Feng wurde von Liu Bei adoptiert, als dieser in der Jing-Provinz weilte. Da Liu Bei zu dieser Zeit bereits einen (weit jüngeren) leiblichen Erben hatte, Liu Shan, fürchteten viele Offiziere, dass Liu Feng sich zu einem Problem in der Nachfolgeregelung entwickeln könnte. Auf Liu Beis Feldzügen gegen Liu Zhang in Sichuan wurde Liu Feng den Generälen Zhang Fei und Zhuge Liang zur Verstärkung geschickt. Er war damals in den Zwanzigern und wird als kräftig und geschickt im Kampf beschrieben. Nachdem Liu Bei Sichuan erobert hatte, ernannte er seinen Adoptivsohn zum Magistrat des mittleren Liangjiang.
Im Jahr 219 wurde Liu Feng dem General Meng Da zur Seite gestellt, dem Liu Bei nicht ganz traute. Gemeinsam sollten sie die Shangyong-Kommandantur einnehmen. Der Gouverneur der Kommandantur, Shen Dan, unterwarf sich sehr schnell, und Liu Feng und Meng Da blieben weiterhin in dieser Region stationiert. Im selben Jahr wurde Guan Yu im Fan-Schloss vom Nachbarreich Wu angegriffen. Er bat Meng Da und Liu Feng um Verstärkung, aber sie weigerten sich und behaupteten, dass die Situation in ihrer Kommandantur noch nicht stabil genug war. Guan Yu fiel in der Schlacht durch die Hand des Wu-Generals Lü Meng, und Wu nahm die Jing-Provinz ein.
Liu Bei war über diesen Rückschlag zutiefst niedergeschlagen und nahm es Meng Da und Liu Feng übel, dass sie keine Hilfstruppen gesandt hatten. Die beiden hatten sich inzwischen zerstritten, und Meng Da lief mit Shen Dan und dessen Bruder Shen Yi zum Nachbarreich Wei über. Einige Städte dieser Region standen nun unter dem Kommando des Wei-Kanzlers Cao Cao. Liu Feng kehrte in die Hauptstadt Chengdu zurück, wo er von Liu Bei für seine Mitschuld am Tod des Guan Yu und den Verrat des Meng Da zum Suizid gezwungen wurde. Einige Historiker nehmen an, dass der Stratege Zhuge Liang diesen Vorschlag gemacht habe, um einem möglichen Nachfolgestreit nach Liu Beis Tod vorzubeugen.
| Personendaten    | Personendaten                                |
| ---------------- | -------------------------------------------- |
| NAME             | Liu Feng                                     |
| ALTERNATIVNAMEN  | Kou Feng                                     |
| KURZBESCHREIBUNG | General unter Liu Bei und dessen Adoptivsohn |
| GEBURTSDATUM     | 2. Jahrhundert                               |
| STERBEDATUM      | 220                                          |